# Ivan Lobaj
Ivan Volodymyrovyč Lobaj (in ucraino Іван Володимирович Лобай?; Červonohrad, 21 maggio 1996) è un calciatore ucraino, difensore dello Šachtar Červonohrad.